# Miltényi Tibor
Miltényi Tibor (Budapest, 1960. november 23. –) fotóművész, művészeti író, festőművész, fotóesztéta.

## Élete
1986-ban diplomázott az Eötvös Loránd Tudományegyetem Bölcsészettudományi Kar történelem-esztétika szakán. 1987-től tanít a Magyar Iparművészeti Főiskola vizuális kommunikáció tanszékén, melynek 1993 óta tanszékvezető helyettese. Fotó- és mozgóképesztétikát, autonóm fotótervezést tanít. 1990-91-ben az Egyesült Képek Kortárs-Fotóművészeti Egyesület titkára. 1992-től a Szellemkép kortárs művészeti folyóirat szerkesztője.
A Kisképzőben (Képző- és Iparművészeti Szakgimnázium és Kollégiumban) végzett fotó szakon, majd 1986-ban az ELTE Bölcsészettudományi Karán történelemből és esztétikából diplomázott. 1987-től a Magyar Iparművészeti Főiskolán fotó- és mozgókép-esztétikát, autonóm fotótervezést tanított a Vizuális Kommunikáció Tanszéken, melynek tanszékvezető helyettese volt 1993-tól 1999-ig. A Szellemkép kortárs művészeti folyóirat szerkesztője tizennégy éven át. Már középiskolásként is a művészetelmélet érdekli igazán, egyaránt érzékeny a különböző képfajták – festészet, fotó, film – esztétikai értékeire. A huszadik századi tudományoskodó művészetelméletetekkel szemben kialakult benne egy vízió az esztétikum mibenlétéről, amely misztikus és transzcendens aspektusokat is érint. Az esztétika kialakulása és változása nagyszerűen nyomon követhető könyveiben.

## Megjelent könyvei
- Progresszív fotó (1994)
- Kaposi Tamás (1996)
- Papp Gergely (1998)
- Isten technikusai (2006)
- A Semmi költészete (2007)
- Az Esszenciális-Forma (2009)
- Esztétikai esszék (2010)
- Az Esszenciális-Forma esztétikája (2017) videokönyv
- Gergely Papp (2018) BONE iDLE BOOKS ISBN 9780995185548

## Egyéni kiállítások
- 1977 - Deák téri iskola, Budapest [Fakó Árpáddal]
- 1982 - Galéria 11, Budapest [Szilágyi Lenkével]
- 1984 - Budapesti Műszaki Egyetem Klub, Budapest - Bercsényi Klub, Budapest [Szilágyi Lenkével]
- 1985 - Egyenértékű fénykép, Szentendrei Művelődési Ház
- 1986 - Szombathelyi utcagaléria
- 1987 - Mai képek I., Liget Galéria, Budapest
- 1991 - Tatarozás-Egyesült Képek polaroid tárlata, Műcsarnok, Budapest.

## Válogatott csoportos kiállítások
- 1976 - Joliot Curie klub, Budapest
- 1985 - Szentendrei Fotókör, Szentendrei Művelődési Ház - Első Kortárs Magyar Epigon kiállítás, Liget Galéria, Budapest